# 国民議会 (チャド)
国民議会（こくみんぎかい、フランス語: Assemblée Nationale、アラビア語: الجمعية الوطنية لتشاد)は、チャドの立法府である。

## 概要
定数155、任期5年。2025年3月に元老院（上院）が招集され二院制となるまでは単独の立法議会であった。
小選挙区制で選出される。